# Settimio Ferrazzetta
Settimio Arturo Ferrazzetta O.F.M. (Selva di Progno, Verona, 8 de desembre de 1924- Bissau, 26 de gener de 1999) va ser un bisbe catòlic de Guinea Bissau, d'origen italià.
Va ser ordenat sacerdot en l'Orde dels Germans Menors l'1 de juliol de 1951. El 1955 es va traslladar a la Guinea portuguesa com a missioner, on es va dedicar a les activitats de salut i educació. Va treballar per primer cop a la leproseria de Cumura.
Després de la independència de Guinea Bissau va ser nomenat primer bisbe de la nova diòcesi catòlica de Bissau, el 21 de març de 1977. Va continuar la seva activitat missionera, treballant per a la promoció en els nivells humans, socials i religiosos dels guineans. Ferrazzetta aconseguí el respecte i l'admiració de la població en general, no només la petita comunitat catòlica, sinó també les comunitats musulmanes i animistes.
El 1998, durant la tensió armada entre el president João Bernardo Vieira i general Ansumane Mané, va treballar com a mitjancer. Va morir poc després, abans del final de les hostilitats, el 26 de gener de 1999, als 74 anys. La seva mort va ser plorada com una gran pèrdua nacional. Va ser enterrat a la catedral de Bissau.